# Greet van Gool
 (avril 2020).
Si vous disposez d'ouvrages ou d'articles de référence ou si vous connaissez des sites web de qualité traitant du thème abordé ici, merci de compléter l'article en donnant les références utiles à sa vérifiabilité et en les liant à la section « Notes et références ».
Greta (Greet) van Gool, née le 4 avril 1962 à Schoten, est une femme politique belge socialiste, membre du sp.a. Elle a été commissaire du gouvernement au sein du Gouvernement Verhofstadt I, de 2001 à 2003.

## Biographie
Greet van Gool commence sa carrière comme fonctionnaire au sein de l'Institut national d'assurances sociales pour travailleurs indépendants (Inasti), à Anvers, puis à Bruxelles.
En 1999, elle devient conseillère au cabinet du ministre des Affaires sociale, Frank Vandenbroucke. Deux ans plus tard, en 2001, on lui demande de succéder à Freddy Willockx au sein du Gouvernement Verhofstadt I, comme commissaire du gouvernement. Elle accepte le mandat et quitte ses fonctions de conseillère de cabinet. Elle reste au gouvernement jusqu'à la fin de celui-ci en 2003.
Aux élections fédérales du 18 mai 2003, elle est élue députée à la Chambre des représentants. Elle n'est pas réélue en 2007. Entre temps, en 2005, elle devient présidente de l'ASBL ATB-De Natuurvrienden. En 2008, elle redevient conseillère de cabinet pour la ministre de pensions, Marie Arena. L'année suivant, elle devient directrice-adjointe du cabinet du secrétaire d'État Jean-Marc Delizée, poste qu'elle occupe jusque 2011, avant de rejoindre le SPF Sécurité sociale comme attachée. Parallèlement à ces différentes fonctions, elle est conseillère communale à la ville d'Anvers de 2006 à 2018 et conseillère provinciale à la Province d'Anvers de 2012 à 2018.